# مرسدس-بنز آتگو
مرسدس-بنز آتگو (انگلیسی: Mercedes-Benz Atego) مجموعه ای از کامیون‌های سایز بزرگ است که توسط شرکت دایملر در سال ۱۹۹۸ معرفی شد. تا کنون از این کامیون دو مدل در سال‌های ۲۰۰۴ و ۲۰۱۳ معرفی شده است. دو مدل ۴ و ۶ سیلندر موتور برای این خودرو موجود است.
بنز آتگو کامیون برتر اروپا در سال ۱۹۹۹ شد. کامیون بنز آتگو یک کامیون محصولی از شرکت مرسدس بنز می باشد که دارای استحکام بالایی می باشد. مدل جدید اتگو توسط مرسدس بنز در سال ۲۰۰۴ معرفی شد. بعد از ان سری فیس لیفت آن در سال ۲۰۱۰ و در نتیجه جدیدترین مدل کامیون بنز آتگو در سال ۲۰۱۳ در بازار اروپا معرفی شد.
کامیون آتگو که سری اولش در سال 1999 تولید شده بود در واقع جایگزین کامیون مدل lk بود. از این کامیون تا سال 2004 حدودا 17000 تولید شده بود.
طراحی قسمت جلو کامیون اتکو به صورت خطوط پهن با جلو پنجره V شکل ظاهر خشنی را برای این کامیون بنز به جا گذاشت.
سال ۲۰۰۰ بنز اتگو را در نسخه ۳۲۶ اسب بخاری تولید و عرضه کردند و سپس بعد از آن در سال ۲۰۰۴ در نمایشگاه بین المللی سری جدید آن را رونمایی کردند. گیربکس این کامیون از نوع ۹ سرعته جدید است.
در سال ۲۰۰۵ بنز اتگو بهینه سازی شده و به ۱۲ تن تغییر کرد. موتور آن بهینه شده و به صورت ۴ سیلندر با قدرت ۲۱۸ اسب بخار رسید. در سال ۲۰۰۶ کامیون کمپرسی اتکو با ترمز دیسکی مجهز شده بود.
بنز اتگو جدید فیس لیفت در سال ۲۰۱۰ به بازار معرفی شده است. طراحی قیمت جلویی این کامیون شباهت زیادی با اکتروس بنز فعلی داشت.
آخرین مدل بروز شده این کامیون همانطور که در بالا اشاره کردیم برای سال 2013 بود. آخرین بروز رسانی کامیون اتگو وزن ناخالص 16 تنی می باشد. این خودرو با 7 موتور جدید شامل 4 سیلندر خطی با مدل OM 934 با حجم موتور 5 لیتری و مدل 6 سیلندر آن با موتور OM 936 با حجم موتور 7.7 لیتری تولید شد.
مدل موتور OM 934 دارای قدرت موتور 156 الی 231 اسب بخار و OM 936 299 الی 238 اسب بخار قدرت دارد.
موتور این کامیون دارای استاندارد آلایندگی یورو ۶ بوده اند و مجهز به گردش مجدد گازهای خروجی خنک شده، گیربکس ۶ یا ۹ سرعته دستی می باشد.